# Ádele (Crète)
Pour les articles homonymes, voir Adele (homonymie).

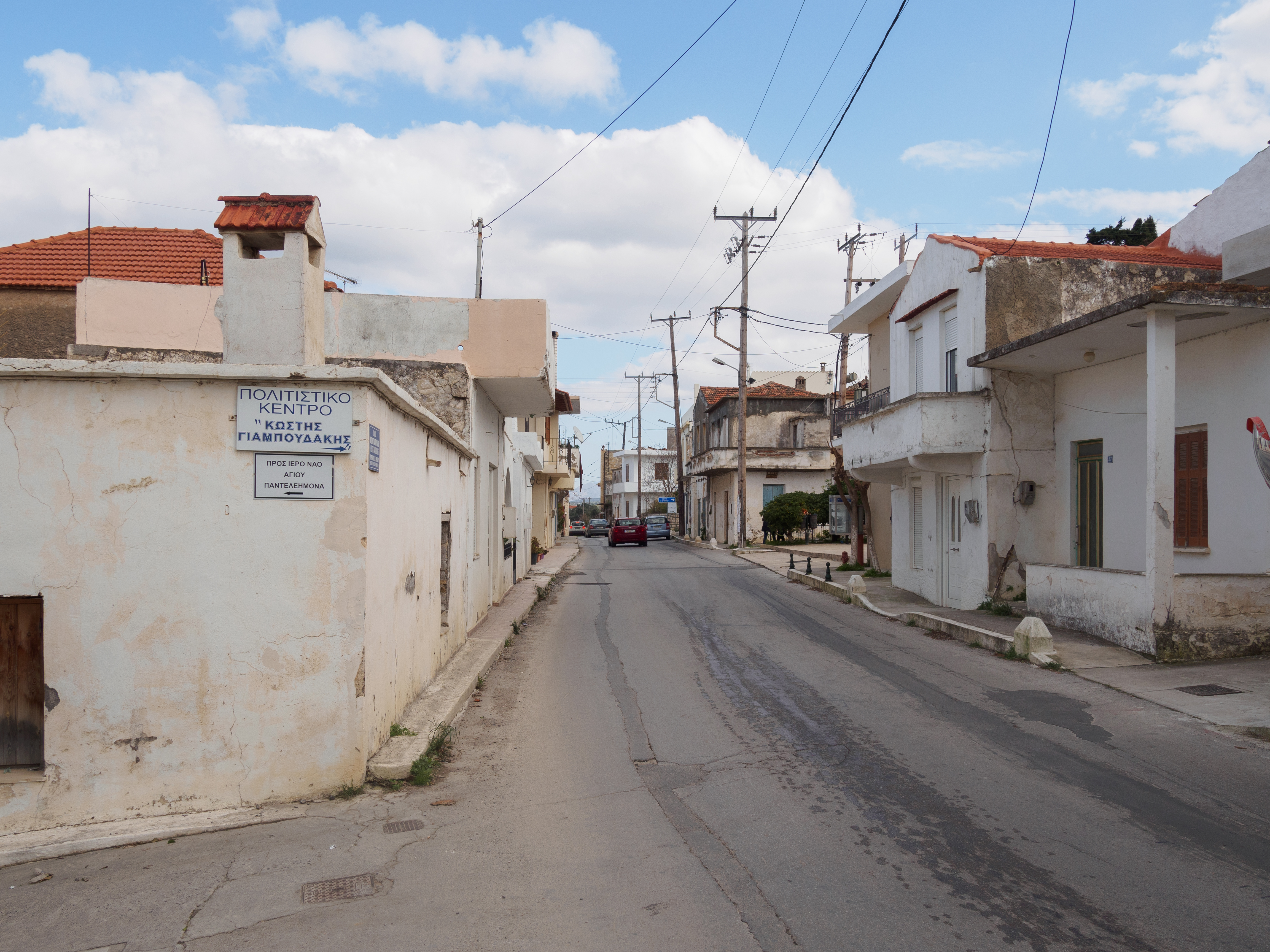

Ádele (grec moderne : Άδελε, n. sg.) est une localité de Crète appartenant au dème de Réthymnon.
Elle était avant 2010 le siège du dème d'Arkádi, devenu un district municipal.